# Радойка Шверко
Ра̀дойка Швѐрко (на хърватски: Radojka Šverko) (9 април 1948 г., Пазин) е хърватска певица и актриса.

## Биография

### 1948 – 1962 г.: Ранни години, семейство и образование
Родена е в Пазин, но когато е на четири години, семейството ѝ се мести в Бузет, където прекарва детството си и завършва основно училище. Има две сестри: Младена, която е по-голяма от нея, и Ядрана – по малка от нея, както и един брат – Младен. Баща ѝ работи като служител.
Започва да пее в музикален състав в основното училище. Сестра ѝ Младена с отпусната от общината стипендия се записва в музикално училище. След като го завършва, започва да работи като учителка по музика в околността, както и брат ѝ. Радойка също иска да учи музика, но баща ѝ е против това ѝ желание. Със стипендия се записва в училището по икономика в Пула.

### 1963 – 1969 г.: Първи изяви на местни мероприятия
През 1963 г. се явява на местен конкурс, насърчена от приятелите си. Благодарение на успехите си на няколко такива конкурса през следващата година представя Хърватия на фестивала за певци любители на Югославия, на който се класира на седмо място.
Докато е в икономическата гимназия, без знанието на родителите си посещава и музикалното училище, което обаче не завършва поради трудността да посещава и двете училища. На 16 години започва да работи с оркестър „Истракорд“, с който свири в Пула и околността.
През 1967 г. умира баща ѝ, завършва гимназията и се жени, а следващата година ражда дъщеря си Санда. Съпругът ѝ също е музикант и ѝ помага в работата.
Първото ѝ участие в чужбина е през 1969 г. на 4-тото издание на Фестивала на песента на Атлантика, провело се в Пуерто де ла Крус на остров Тенерифе (Канарските острови). За изпълнението на песента Nuestro mundo („Нашият свят“) по музика на Алфи Кабильо се класира на трето място. Благодарение на постижението си записва няколко телевизионни участия и подписва договор с барселонската звукозаписна компания „Белтер“, която издава два сингъла: Nuestro mundo (Naš svijet)/Como el fuego (Like the Fire) и Isla del amor (Otok ljubavi)/Vuelve, regresa (Vrati se). И на четирите песни автор е Алфи Кабильо. С песните Balalajke и Nuestro mundo от 31 юли до 2 август участва на фестивала Premio internazionale del disco в Монсумано Терме, Италия. На него участва също и Дейвид Боуи (първата му изява в Италия), който се класира на второ място с песента When I Live My Dream.

### 70-те години: Участия на международни конкурси
През лятото на 1970 г. участва на 11-ото издание на Фестивала за забавна музика в Сплит, на което представя песента Kud plovi ovaj brod („Накъде плува този кораб“) по текст на Арсен Дедич (под псевдонима Лука Юрас), музика на Есад Арнаутич и аранжимент на Стипица Калоджера. С нея се класира на първо място и печели II награда на публиката и II и III награда на журито. На същото издание я изпява и италианският певец Серджо Ендриго. Песента остава сред най-познатите в репертоара на певицата и до днес. През октомври участва на 5-ото издание на Международния фестивал на песента в Рио де Жанейро с песента The World Is Mine (на същото издание участва и Лили Иванова с песента „Реквием“). Класира се на второ място в международната надпревара, за което печели наградата „Сребърен петел“ и наградата на името на Джанис Джоплин за най-добра изпълнителка.
От 28 до 30 януари 1971 г. участва на първото издание на Световния фестивал за онда нуева в Каракас, Венецуела с песента Yo conozco mi camino („Знам своя път“).
През 1972 г. участва на 8-ото издание на „Златният Орфей“ и изпълнява „Старо вино“ по музика на Атанас Бояджиев (оригинално изпълнение на Маргрет Николова) и „Ранни цветя“ по музика на Найден Андреев и в оригинално изпълнение на Емилия Маркова. Изпълненията ѝ са включени в плочите „Гости на „Златният Орфей '72“ (BTA 1387 и 1388). „Балкантон“ издава и малка плоча с песните Jedan susret („Среща“) и Naš svijet („Нашият свят“).
От 13 до 15 юли 1973 г. се провежда последното, шесто издание на фестивала „Олимпиада на песента“ в Атина, на което певицата представя Югославия с песента The Last Day of Summer („Последният ден на лятото“) и печели III награда за изпълнение. Същата година е издаден и първият ѝ студиен албум, носещ нейното име.
От 19 до 21 ноември 1976 г. участва на седмото издание на Световния фестивал на песента в Токио, на който представя Югославия с песента Let My Heart Keep Singing („Нека сърцето ми да продължи да пее“).
Други фестивали, на които участва, са Световният фестивал на песента в Сеул (1980), „Братиславска лира“, Пуерто Рико, Кюрасао и други.

### 80-те години – настояще
През следващите години освен като певица Шверко развива и кариера като актриса. Дебютът ѝ е в ролята на Яна в първата хърватска рок опера Gubec-beg на режисьора Владо Щефанчич, след това – в ролята на Нера в Grička vještica, в ролята на Фантин в „Клетниците“, както и в ролята на Каролина в рок операта Karolina Riječka.
Освен като театрална се изявява и като филмова актриса. Заедно с актьора Раде Сербеджия играе във филма Bravo, maestro („Браво, маестро“) от 1978 г. на режисьора Райко Гърлич. Филмът участва в конкурсната програма на 31-вото издание на Кинофестивала в Кан същата година.
По време на югославските войни през 90-те години често изнася благотворителни концерти. През 1995 г. издава албума си Va dihe mora, включващ песни, изпети на чакавско наречие.

## Личен живот
Има две дъщери от два различни брака – Санда и Ана.
На парламентарните избори в Хърватия през 2015 г. подкрепя Хърватската демократична общност (ХДО). На 15 февруари същата година изпълнява песента Ljubim te do bola („Обичам те до болка“) на церемонията по встъпването в длъжност на шестия президент на Хърватия – Колинда Грабар-Китарович.

## Дискография
| - 1973 – Radojka Šverko - 1975 – S tobom u snu - 1981 – Tebi pjevam u pjesmama - 1990 – Pjesme ljubavne - 1993 – Vatra i led - 1995 – Va dihe mora - 1997 – The Sacral World - 2006 – Men Are My Best Friends - 2012 – Still Standing - 2005 – Zlatna kolekcija - 2011 – Svijet je moj - 2015 – Najljepše ljubavne pjesme | - 1969 – Nuestro mundo (Naš svijet)/Como el fuego (Like the Fire) - 1969 – Isla del amor (Otok ljubavi)/Vuelve, regresa (Vrati se) - 1969 – Naš svijet/Balalajke/Vrati se/Otok ljubavi - 1970 – Kad plovi ovaj brod/Fantazija - 1970 – Moj svijet si ti/Ljubav je važna stvar - 1970 – Svijet je moj/Svatko živi zbog ljubavi ‎ - 1971 – Jedan susret/Ja znam svoj put - 1971 – Balada o snježnoj nevjesti/Ovaj život - 1972 – Ti si ruža/Largo - 1974 – Ima netko/Kamo vodi ovaj put - 1975 – Ostani još jednu noć/Meni je more sve - 1975 – Nisi kao nekad/Još jedan put - 1977 – Negdje u magli/Balada - 2004 – Radujte se - 2020 – Kud plovi ovaj brod (Special Edition EP) |

## Участия на местни фестивали
| - 1970 – Kud plovi ovaj brod (1-во място) - 1971 – Jedan susret - 1972 – Ljeto bez sunca - 1973 – Konistra moje matere - 1974 – Bilo gdje da odem - 1977 – Ka svaki val - 1980 – Ništa nova, ništa nova - 1985 – Ti si taj - 1987 – Nek' još jednom sviraju - 1989 – Prostrili me zlatnom strilom и Ljubim te do bola - 1990 – Još mirišu kušini - 1991 – Prokurativo - 1992 – Tvoja ću ostat' - 1993 – Žena - 1994 – Putovanje - 1995 – Lanterna - 2005 – Licem u lice - 1976 – Pupa - 1994 – Nisan šla za ten - 1995 – Va dihe mora - 1996 – Bracolet (първо място) - 1997 – Plače stara lesa (първо място) - 1998 – Kad san ti bila (първо място) - 1999 – Ča biš sad otel | - 1977 – Negdje u magli - 1980 – Najljepša su jutra na tvom ramenu - 1983 – Ja bih htjela и C'est la vie - 1984 – Zaustavi se, ljubavi - 1987 – Život moj и Meni je ljubav sve na svijetu bila - 1989 – Kad sam nemirna u snu и Moje su pjesme samo ljubavne - 1990 – Kaznit će me nebo radi tebe - 1970 – Ti si ukleta lađa (4-то място) - 1972 – Bijeli san - 1974 – Ima netko - 1975 – Ostani još jednu noć - 1976 – Dug je put do ljubavi - 1984 – Odlazi, čovječe - 1971 – Istina je moje pravo - 1977 – Rastanak ipak nije lak - 1987 – Ne ljubi me više nikada u tami (1-во място) - 1974 – Dvije suze - 1975 – Nisi kao nekad |

## Награди, признания и отличия
- 1970 – II награда на публиката, II и III награда на журито на Фестивала за забавна музика в Сплит за песента Kud plovi ovaj brod;
- 1970 – награда „Сребърен петел“ на Международния фестивал на песента в Рио де Жанейро за песента The World Is Mine[8];
- 1970 – награда „Джанис Джоплин“ на Международния фестивал на песента в Рио де Жанейро за най-добра изпълнителка[8];
- 1973 – III награда за изпълнение на фестивала „Олимпиада на песента“ в Атина за песента The Last Day of Summer[13];
- 1994 – награда „Порин“ за най-добро женско изпълнение за песента Žena („Жена“);
- 1995 – „Орден на Даница хърватска с лика на Марко Марулич“ за особени заслуги в областта на културата;
- 2013 – „Порин“ за най-добро женско изпълнение за песента You Are so Beautiful;
- 2014 – „Порин“ за най-добро женско изпълнение за песента Dodirni mi srce („Докосни ми сърцето“);
- 2014 – „Порин“ за цялостно творчество.